# Claudia Johanna Leist
Claudia Johanna Leist (* 1959) ist eine deutsche Hörspielregisseurin.

## Leben
Seit Mitte der 1990er Jahre arbeitet Claudia Johanna Leist als Hörspielregisseurin. Ihre Inszenierungen wurden unter anderem  als Hörspiel des Monats, mit dem Kinderhörspielpreis des MDR und dem Robert-Geisendörfer-Preis ausgezeichnet. Bis heute war sie an mehr als 150 Produktionen beteiligt.

## Hörspiele
- 1999: Margareth Obexer: Die Liebenden
- 2004: Ida Vos: Weiße Schwäne – schwarze Schwäne
- 2004: Emmanuel Carrère: Widersacher[1]
- 2006: Rafik Schami: Die dunkle Seite der Liebe
- 2007: Peter Steinbach (Drehbuchautor): Zarah Leander. Honig aus dem Maul der Löwen – Biografie der Diva
- 2010: Thomas Koch: Warlords
- 2010: Dirk Schmidt: Task Force Hamm
- 2011: Eduard von Keyserling: Dumala
- 2012: Dirk Schmidt: Noch nicht mal Mord
- 2012: Dirk Schmidt: Baginsky
- 2012: Anne Lepper: Hund, wohin gehen wir
- 2013: Eduard von Keyserling: Wellen
- 2013: Dirk Schmidt: Kontermann
- 2013: Dirk Schmidt: Currykill
- 2014: Dirk Schmidt: Malina
- 2014: Dirk Schmidt: Calibra oder die Geißel Gottes
- 2015: Dirk Schmidt: Exit
- 2015: Holger Siemann: Der Tod und die Schweine
- 2016: Dirk Schmidt: Dead Link
- 2016: Dirk Schmidt: Alt ist kalt
- 2017: Dirk Schmidt: Ausgelöst
- 2018: Dirk Schmidt: Paradise City
- 2018: Dirk Schmidt: Ronsdorf
- 2020: Özlem Özgül Dündar: türken, feuer (Hörspiel des Jahres 2020)
- 2021: Frank Maria Reifenberg: Wo die Freiheit wächst
- 2022: Anne-Marie Keßel: Das Spiel